# Dongjak (metropolitana di Seul)

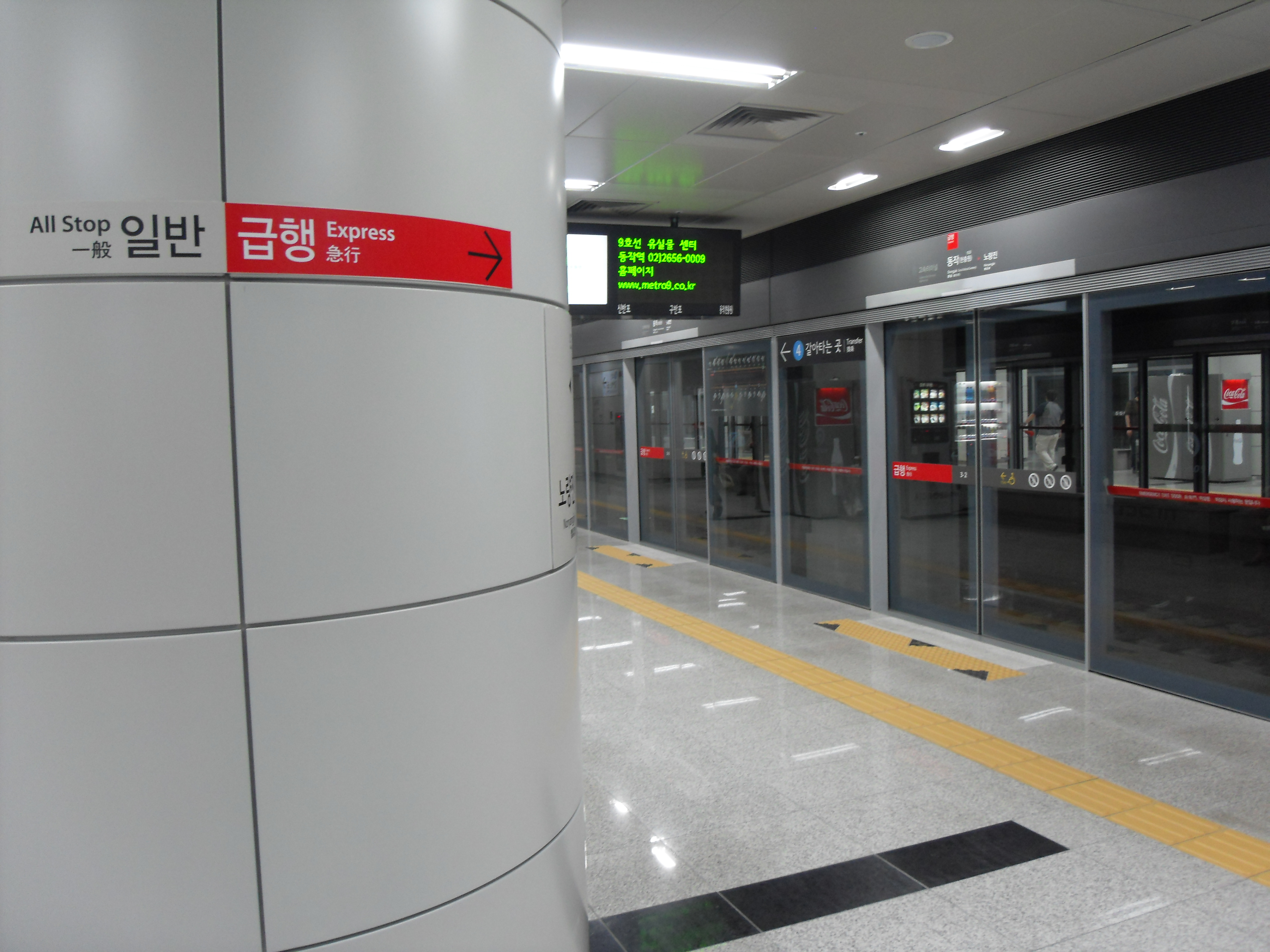
Banchina della linea 9

Dongjak (동작역 - 銅雀譯, Dongjak-yeok ) è una stazione della metropolitana di Seul di interscambio fra la linea 4 e la linea 9 della metropolitana di Seul. La stazione si trova nel quartiere di Dongjak-gu, a sud del fiume Han a Seul.

## Linee
Seoul Metro
● Linea 4 (Codice: 431)
Metro 9
● Linea 9 (Codice: 920)

## Struttura
La stazione è formata da due fabbricati viaggiatori separati e collegati: la linea azzurra (linea 4) si trova su un alto viadotto, subito dopo il ponte che attraversa il fiume Han, e possie due binari centrali con due marciapiedi laterali. 
La linea 9 invece è in sotterranea, collegata alla linea 4 da ascensore diretto e scale mobili, e la distanza minima da percorrere fra le due linee è di 230 metri. Possiede due marciapiedi a isola con quattro binari passanti (offre anche i servizi espressi). Entrambe le linee sono protette con porte di banchina.
Linea 4
| Direzione Danggogae | ● Linea 4 | per Seul, Chungmuro, Changdong, Nowon e Danggogae |
| Direzione centro    | ● Linea 4 | per Sadang, Geumjeong, Jungang e Oido             |

Linea 9
| Direzione Gaehwa locale      | ● Linea 9 | per Heukseok, Noryangjin, Dangsan, Gimpo Aeroporto, Gaehwa |
| Direzione Gaehwa EXP         | ● Linea 9 | per Noryangjin, Dangsan, Gimpo Aeroporto                   |
| Direzione Sinnonhyeon EXP    | ● Linea 9 | per Autostazione Extraurbana e Sinnonhyeon                 |
| Direzione Sinnonhyeon locale | ● Linea 9 | per Gubanpo, Autostazione Extraurbana e Sinnonhyeon        |

## Stazioni adiacenti
| «          | Servizio | »                        |
| Linea 4    | Linea 4  | Linea 4                  |
| ---------- | -------- | ------------------------ |
| Ichon      | -        | Chongsindae-ipgu         |
| Linea 9    |          |                          |
| Heukseok   | Locale   | Gubanpo                  |
| Noryangjin | Espresso | Autostazione Extraurbana |